# Kissinger Associates
Kissinger Associates, créée en 1982, est une société de conseil fondée et dirigée par Henry Kissinger et Brent Scowcroft.

## Histoire
La société a été fondée en juillet 1982 par Henry Kissinger et avec l'aide de prêts bancaires provenant de Goldman Sachs et d'un consortium de trois autres banques. En 1999, Mack McLarty rejoint Henry Kissinger pour ouvrir le cabinet Kissinger McLarty Associés. Mack McLarty fut le Chief of Staff à la Maison-Blanche sous Bill Clinton. Depuis janvier 2008, les deux associés se sont séparés en Kissinger Associates et McLarty Associates.

## Activité
Kissinger Associates est une entreprise de consultance spécialisée dans les relations et la négociation de contrats entre multinationales et gouvernements.
American Express, Daewoo, H. J. Heinz, ITT, Lockheed Martin, Banca Nazionale del Lavoro, Coca-Cola, Fiat, Revlon et Union Carbide figurent parmi ses clients.[réf. nécessaire]

## Membres notoires
Quelques personnalités marquantes ayant été ou sont membres de Kissinger Associates :
- Lawrence Eagleburger, secrétaire d'État de 1992 à 1993, administrateur de Halliburton entre autres[2],[3]
- Général Brent Scowcroft, ancien directeur du Conseil de sécurité nationale, administrateur de Qualcomm
- Pehr G. Gyllenhammar, ancien président de Volvo, fondateur de la Table ronde des industriels européens
- Étienne Davignon, ancien vice-président de la Commission européenne, ancien président de la Société générale de Belgique et ancien président du groupe Bilderberg
- Paul Bremer, directeur de Kissinger Associates de 1989 à 2000 [4].